# Pilot automat

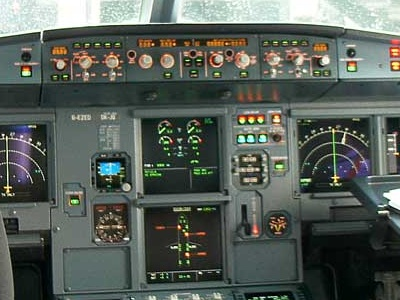
În partea sus a tabloului de bord, imediat sub parbriz este pilotul automat digital al unui avion de tip Airbus A319.

Un pilot automat, sau autopilot este un sistem tehnic montat la bordul unui vehicul (aeronavă, navă, navă spațială) care asigură conducerea acestuia preluând unele dintre sarcinile pilotului, în special menținerea stabilității pe traseul prestabilit.

## Primii autopiloți
În primele zile ale aviației, avioanele au necesitat atenția permanentă a unui pilot pentru a zbura în siguranță. Pe măsură ce gama de aeronave a crescut, permițând zboruri pe o durată de mai multe ore, atenția constantă a condus la oboseala gravă. Un autopilot este conceput pentru a îndeplini unele dintre sarcinile pilotului. 
Primul autopilot de aeronave a fost dezvoltat de Sperry Corporation în 1912. 

## Pilotul automat în aviație
Cea mai răspândită utilizare a sistemelor de tip pilot automat este în aviație. Pilotul automat are funcțiile de:
- amortizare, prin care compensează oscilațiile avionului, care la viteze supersonice nici nu pot fi atenuate de om;
- stabilizare, prin care aeronava este menținută într-o asietă dată, de regulă orizontală;
- comandă, prin care modifică evoluțiile de zbor după un program care cuprinde intrarea, menținerea și ieșirea din evoluție.

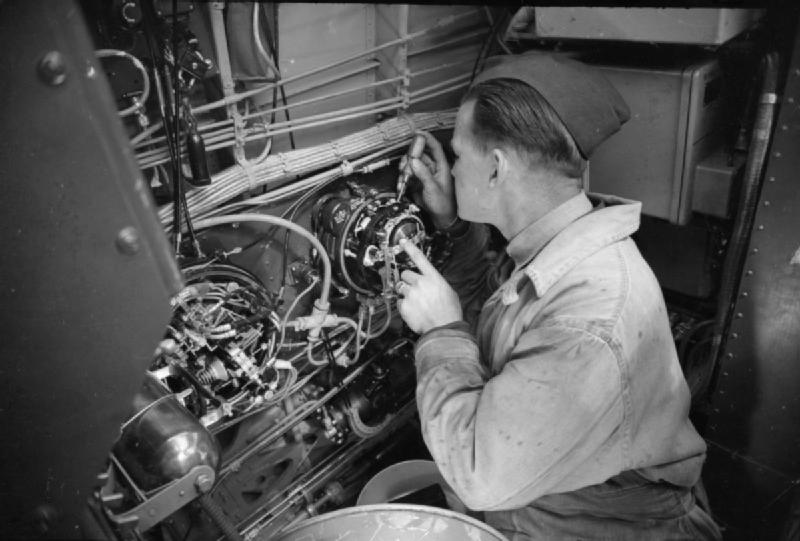
Operații de întreținere la un pilot automat al unui bombardier Handley Page Halifax din al Doilea Război Mondial.

Pilotul automat dispune de un canal prin care transmite comenzi elementelor de execuție (de obicei cilindri hidraulici) care acționează cel puțin asupra suprafețelor de comandă principale: eleroane, profundor și direcție. De asemenea, poate acționa asupra motoarelor și suprafețelor de comandă secundare: compensatoare (trimere), flapsuri, voleți, spoilere, frâne aerodinamice etc. Comenzile pot fi electrice (la fly-by-wire) sau hidraulice (v. imaginea de alături).
Pentru a funcționa pilotul automat primește informații de la pilot (prescrierile), diverși senzori, cei inerțiali (giroscoape, de unde și altă denumire a pilotului automat, de giropilot), cei de presiune (pentru altitudinea barometrică, viteză față de aer), temperaturi (exterioare, motor) etc. De asemenea, primește semnale radio de la senzorii de la bord (radioaltimetru, radiocompas, GPS), după caz.

## Pilotul automat în marină
În marină funcția de bază a pilotului automat este de a menține cursul, prin preluarea muncii timonierului. De asemenea, la velierele moderne el poate ajusta poziția velelor pentru o eficiență maximă sau pentru o asietă convenabilă.